# B.o.B Presents: The Adventures of Bobby Ray
Albums de B.o.B
May 25th
(2010) Strange Clouds
(2012)
Singles
1. Nothin' on You
Sortie : 2 février 2010
2. Don't Let Me Fall
Sortie : 5 avril 2010
3. Airplanes
Sortie : 13 avril 2010
4. Bet I
Sortie : 20 avril 2010
5. I'll Be in the Sky
Sortie :  31 janvier 2011

B.o.B Presents: The Adventures of Bobby Ray est le premier album studio de B.o.B, sorti le 27 avril 2010.

## Histoire
Cet album devait sortir initialement en décembre 2009, mais B.o.B a repoussé sa sortie à 2010. Il a annoncé sur son compte Twitter que son album sortirait le 25 mai 2010. En honneur à la date de sortie de l'album, le 1er février 2010, il sort une mixtape intitulée May 25th. Plus tard, il décidera d'avancer la sortie de l'album au 27 avril à la suite du succès commercial de son single Nothin' on You, en duo avec Bruno Mars.
L'album a été plutôt bien reçu par les critiques.

## Liste des titres
| No  | Titre | Durée |
| --- | --- | ----- |
| 1.  | Don't Let Me Fall (Produit par B.o.B)                                                                     | 4:35  |
| 2.  | Nothin' on You (featuring Bruno Mars – Produit par The Smeezingtons)                                      | 4:29  |
| 3.  | Past My Shades (featuring Lupe Fiasco – Produit par B.o.B)                                                | 3:33  |
| 4.  | Airplanes (featuring Hayley Williams – Produit par Alex da Kid et Frank E)                                | 3:01  |
| 5.  | Bet I (featuring Playboy Tre et T.I. – Produit par Kuttah)                                                | 4:17  |
| 6.  | Ghost in the Machine (Produit par B.o.B)                                                                  | 4:53  |
| 7.  | The Kids (featuring Janelle Monáe – Produit par Frank E)                                                  | 3:26  |
| 8.  | Magic (featuring Rivers Cuomo – Produit par Dr. Luke)                                                     | 3:16  |
| 9.  | Fame (Produit par The Knux)                                                                               | 3:41  |
| 10. | Lovelier Than You (Produit par B.o.B)                                                                     | 4:04  |
| 11. | 5th Dimension (featuring Ricco Barrino – Produit par B.o.B, T.I. et Lil' C)                               | 3:23  |
| 12. | Airplanes, Part II (featuring Hayley Williams et Eminem – Produit par Alex da Kid, Frank E et Luis Resto) | 5:19  |

| 13. | Letters from Vietnam (Produit par B.o.B)                    | 4:13  |
| 14. | I See Ya (Produit par Da Honorable C.N.O.T.E.)              | 3:18  |
| 15. | The Adventures of Bobby Ray: Interview (Produit par B.o.B)  | 30:10 |
| 16. | Nothin' on You (Music Video – Produit par The Smeezingtons) | 3:37  |

| 13. | Haterz Everywhere (featuring Wes Fif – Produit par B.o.B) | 4:30 |
| 14. | I'll Be in the Sky (Produit par B.o.B)                    | 4:07 |

## Classements
| Classement / pays (2010)                  | Meilleure position |
| ----------------------------------------- | ------------------ |
| Australie - ARIA Charts                   | 12                 |
| Autriche                                  | 3                  |
| Canadian Albums Chart                     | 7                  |
| Pays-Bas - MegaCharts                     | 66                 |
| France                                    | 1                  |
| Allemagne - Media Control Charts          | 93                 |
| Allemagne - Classement « nouveaux venus » | 8                  |
| Grèce                                     | 19                 |
| Nouvelle-Zélande - RIANZ                  | 21                 |
| Irlande                                   | 34                 |
| Swiss Albums Chart                        | 47                 |
| UK Albums Chart                           | 17                 |
| UK R&B Chart                              | 4                  |
| Billboard 200                             | 1                  |
| Billboard R&B/Hip-Hop Albums              | 1                  |
| Billboard Top Rap Albums                  | 1                  |